# Pumas UNAH
Broncos de la Universidad Nacional Autonoma Hondureña (w skrócie UNAH) – honduraski klub piłkarski z siedzibą w mieście Choluteca, stolicy departamentu Choluteca.

## Osiągnięcia
- Wicemistrz Hondurasu (2): 1980, 1984
- Mistrz drugiej ligi Hondurasu (Liga de Ascenso de Honduras) (3): 1983, 1986, 1995
- Puchar Mistrzów CONCACAF: 1980

## Historia
Klub założony został 12 grudnia 1965 roku w stolicy państwa Tegucigalpa. Obecnie klub ma siedzibę w mieście Choluteca i gra w drugiej lidze Hondurasu (Liga de Ascenso de Honduras).

## Aktualny skład
Clausura 2006-2007:
| Pozycja   | Kraj      | Zawodnik          |
| --------- | --------- | ----------------- |
| bramkarz  | Meksyk    | Ernesto Sandoval  |
| bramkarz  | Honduras  | Cesar Tejada      |
| obrońca   | Honduras  | David Carcamo     |
| obrońca   | Urugwaj   | Juan Jose Tablada |
| obrońca   | Honduras  | Howell Mejía      |
| obrońca   | Honduras  | Oscar Cruz        |
| obrońca   | Honduras  | José Luis López   |
| obrońca   | Kolumbia  | Harold Yépez      |
| pomocnik  | Honduras  | Erlin Morán       |
| pomocnik  | Honduras  | Jimme Barahona    |
| pomocnik  | Honduras  | Jorge Cardona     |
| pomocnik  | Honduras  | Darvin Güity      |
| pomocnik  | Honduras  | Johnny Galdamez   |
| pomocnik  | Honduras  | Elmer Montoya     |
| pomocnik  | Honduras  | Mario Euceda      |
| pomocnik  | Honduras  | Yoni Salgado      |
| pomocnik  | Honduras  | Erick Mondragón   |
| napastnik | Honduras  | Walter Rice       |
| napastnik | Argentyna | Ricardo Machuca   |
| napastnik | Honduras  | Ramon Castillo    |
| napastnik | Honduras  | Armando Cruz      |
| napastnik | Honduras  | Belarmino Reyes   |
| napastnik | Argentyna | Cristian Penagos  |